# Indische Badmintonmeisterschaft 2013/14
Die Indische Badmintonmeisterschaft der Saison 2013/2014 fand vom 16. bis zum 23. Dezember 2013 im Siri Fort Sports Complex in Neu-Delhi statt. Es war die 78. Austragung der nationalen Titelkämpfe im Badminton in Indien.

## Medaillengewinner
| Disziplin    | Gold                          | Silber                      | Bronze                            |
| ------------ | ----------------------------- | --------------------------- | --------------------------------- |
| Herreneinzel | Srikanth Kidambi              | R. M. V. Gurusaidutt        | Sai Praneeth Bhamidipati          |
| Herreneinzel | Srikanth Kidambi              | R. M. V. Gurusaidutt        | Kashyap Parupalli                 |
| Dameneinzel  | P. V. Sindhu                  | Rituparna Das               | Arundhati Pantawane               |
| Dameneinzel  | P. V. Sindhu                  | Rituparna Das               | Sayali Gokhale                    |
| Herrendoppel | Akshay Dewalkar Pranav Chopra | Manu Attri B. Sumeeth Reddy | Alwin Francis Arun Vishnu         |
| Herrendoppel | Akshay Dewalkar Pranav Chopra | Manu Attri B. Sumeeth Reddy | Sanave Thomas Rupesh Kumar        |
| Damendoppel  | Jwala Gutta Ashwini Ponnappa  | Pradnya Gadre Siki Reddy    | Aparna Balan P. V. Sindhu         |
| Damendoppel  | Jwala Gutta Ashwini Ponnappa  | Pradnya Gadre Siki Reddy    | Arathi Sara Sunil Prajakta Sawant |
| Mixed        | Arun Vishnu Aparna Balan      | Tarun Kona Ashwini Ponnappa | Chirag Sen Kuhoo Garg             |
| Mixed        | Arun Vishnu Aparna Balan      | Tarun Kona Ashwini Ponnappa | K. Nandagopal Siki Reddy          |